# Рюдигер из Бехеларна
Рюдигер из Бехеларна (нем. Rüdiger von Bechelarn) — один из героев «Песни о Нибелунгах»; был маркграфом Пёхларна на Дунае. По мнению некоторых исследователей (Лахманн, Вайтц), Рюдигер — первоначально мифологическое лицо, лишь впоследствии обратившееся в исторического героя. Ср. Mulh, «Der Mythus des Markgrafen Rüdiger» (Вена, 1877). Драматическая обработка предания о Рюдигере сделана Остервальдом (Галле, 1849) и Ф. Даном (Лпц., 1875).

## Песня о Нибелунгах - исторические соответствия
Песня о Нибелунгах (Die Nibelungensage) собирает в себе различные круги легенд, некоторые из которых связаны с историческими событиями или используют имена исторических личностей в качестве декораций. Хронология этих легенд находится в промежутке между V и X веками. Литературные произведения, входящие в состав Песни о Нибелунгах, представляют материал по-разному. Персонаж по имени Рюдигер встречается в "Песне о Нибелунгах" (Nibelungenlied) и "Тидрек-саге" (Thidrekssaga). Гунны из времен Нибелунгов и их король Этцель (Etzel) отражают венгеров X века и их правителей, хотя их имена происходят из исторических событий V века. Метелл (Metellus), известный как Метелл фон Тегернзее (Metellus von Tegernsee), (около 1160 г.), уже создал героическую песнь о графе Роджериусе (Рюдигере), который вместе с Тетриком (Дитрихом) совершал героические поступки на Эрлауфе (Erlauf) близ Пёхларна (Pöchlarn). Тем не менее, на тот момент связь Рюдигера и Дитриха с Песней о Нибелунгах не была подтверждена. Эта связь устанавливается не ранее 1200 года.
В "Песне о Нибелунгах" маркграф Рудегер из Бехеларна управляет территорией к востоку от Энса (Enns) и подчиняется гуннскому королю. Это указывает на то, что в X веке франкский или баварский дворянин владел землями с времен Каролингов, первого немецкого поселения в Дунайском регионе. Это поселение было установлено в Пёхларне, относящемся к Бехеларну и было старым поместьем Регенсбурга. Восточное поселение франков и баварцев на Дунае было в значительной степени завершено уже к середине VIII века. В некоторых случаях влияние венгерских правителей простирались далеко на территорию Нижней Австрии, даже если время от времени они признавали суверенитет Франкской империи. После битвы при Пресбурге и разгрома баварской армии венграми, земля была твердо оккупирована венграми до Энса. Венгры временами мигрировали на север, к северному побережью Германии, на юг, в северную Италию, и на запад, далеко в Баварию и Швабию. В первую очередь они полностью контролировали территорию к востоку от Энса. Однако, в конце X века, большая часть земель была всё ещё документирована, как и во времена Каролингов, до венгерского вторжения.
В "Песне о Нибелунгах" упоминается, что Кримхильда (Kriemhild) и её придворные были приняты в поле у Энса и что их встретила жена Рюдигера. Из этого можно заключить, что, по мнению того времени около 1200 года, владения Рюдигера должны были простираваться немного западнее Энса. В его юрисдикции упоминаются замки Пёхларн (Pöchlarn) и Мельк (Melk). В Мельке бургундцам показывают дорогу в Маутерн в Остерланте (Mautern ins Osterlant). В Маутерне, старом поместье Пассау, епископ Пилигрим прощается со своей племянницей Кримхильдой. Что касается Трайсмауэра-ан-дер-Трайзена (Traismauer an der Traisen), здесь, по легенде, Кримхильда ожидает гуннского короля - гуннские эмиссары уже идут ему навстречу. Упоминается замок короля Этцеля. Таким образом, сферу влияния Рюдигера в "Песне о Нибелунгах" можно определить как область между Энсфельдом немного западнее Энса и Трайзеном. Территория к востоку от Трайзена называется Остерлант (Osterlant), а в героическом эпосе "Битва воронов" - Истерих (Isterîch).
Подданные принца Этцеля доходят до Тульна, чтобы встретить бургундцев. Только после этого их приветствуют сам Этцель и Дитрих фон Берн. Венгерская империя, упоминаемая как Heunenlant в Песне о Нибелунгах и Hiunische marke в "Битве воронов", начинается к востоку от Вены, предположительно на Фише, где начинается территория аваров после их поражения от Карла Великого. Хайменбурц (Heimenburc), находящийся в месте современного Бад-Герман-Альтенбурга (Bad Deutsch-Altenburg), назван первым городом в этой области. Название происходит от имени Хеймо (Heimo) виночерпия Арнульфа Каринтийского, а не, как часто ошибочно считают, от венгров.
Без сомнения, можно предположить, что границы, а, следовательно, и сферы власти, подвергались сильным изменениям в VIII-X веках. Эпическая поэма "Битерольф и Дитлейб" (Biterolf und Dietleib) была написана несколько десятилетий после "Песни о Нибелунгах" и дополняет её географическими данными; следовательно, она не может рассматриваться в качестве самостоятельного источника; в частности, упоминание замка Маутерн (Mautern) как первого в Остерланте явно связано с "Песневестниками". Историки, предполагающие, что эпосы "Битерольф и Дитлейп" и "Битва воронов" (Die Rabenschlacht) имели более древние источники, чем "Песнь о Нибелунгах", подозревают, что территория Хойне (heunischen) простиралась до предгорий Вахау (Wachau) или Пилаха (Pielach). Оттоновская марка (Ottonische Mark), установленная в середине X века, простирается от Энса до Винервальдского хребта (Wienerwaldkamm) и, следовательно, во многом совпадает со сферой влияния Рюдигера в эпосе "Битва воронов". Территория графов Эберсберг (Grafen von Ebersberg) в районе Ибс-Персенбойг (Ybbs-Persenbeug) может считаться исторически обоснованной. Этот род, связанный с Каролингами, имел важное значение, но вымер уже в 1045 году. В приграничной местности к востоку от Энса у них было много земли. Это говорит о том, что некоторые реки, такие как Марбах (что означает "пограничный поток") или Мельк (что означает "граница"), представляли собой разные временные границы венгерского владычества.

## Поиск исторического персонажах
В конечном итоге, попытка отыскать историческую личность в Рюдигере из Бехеларна базируется на факте, что в некрологе монастыря Св. Андры-ан-дер-Трайзена, датированной 4 декабря 1203 года, имеется упоминание о человеке со сходным именем Рюдигеру (Rudegerus marchio). Данный монастырь был основан в 1112 году, и некролог, содержащий запись о Рюдигере, появился приблизительно спустя 100 лет. Упомянутая запись является самым древним свидетельством о его существовании. Однако сам некролог представляет собой копию более ранних источников. Обычно в некрологах не упоминались мифические фигуры или персонажи из мифологии. Такое предположение основывается на представлении, что Рюдигер был исторической личностью. Имя Рюдигер встречается в конце X века среди Эппенштейнеров (Eppensteinern). Там упоминается граф Руткер (Graf Rutker) как брат Маркварта III из Эппенштейна (Markwarts III von Eppenstein) в 985 и 991 годах. Однако это свидетельствует лишь о существовании такого имени, а не об исторической личности, которая могла бы послужить основой для мифического персонажа.

## В кино
- «Нибелунги: Месть Кримхильды» / «Die Nibelungen: Kriemhilds Rache» (Ве́ймарская республика; 1924) режиссёр Фриц Ланг, в роли Рюдигера фон Бехеларн — Рудольф Риттнер.
- «Нибелунги: Зигфрид» / «Die Nibelungen, Teil 1 - Siegfried» (ФРГ, Югославия; 1966) режиссёр Харальд Райнль, в роли Рюдигера фон Бехеларн — Дитер Эпплер.
- «Нибелунги: Месть Кримхильды» / «Die Nibelungen, Teil 2 - Kriemhilds Rache» (ФРГ, Югославия; 1967) режиссёр Харальд Райнль, в роли Рюдигера фон Бехеларн — Дитер Эпплер.